# Vetenskapsåret 1898

## Händelser
- 26 december - Marie och Pierre Curie tillkännager upptäckten av radium.
- Narmerpaletten upptäcks i Hierakonpolis, Egypten.
- William Ramsay och Morris Travers upptäcker neon, krypton, xenon och argon.

## Pristagare
- Copleymedaljen: William Huggins
- Darwinmedaljen: Karl Pearson
- Davymedaljen: Johannes Wislicenus
- Lyellmedaljen: Wilhelm Waagen
- Murchisonmedaljen: Thomas Francis Jamieson
- Wollastonmedaljen: Ferdinand Zirkel [1]

## Födda
- 3 mars – Emil Artin (död 1962), matematiker.
- 26 juni – Willy Messerschmitt (död 1978), tysk flygingenjör.
- 29 juli – Isidor Isaac Rabi (död 1988), amerikansk läkare, Nobelpristagare 1944.
- 10 september – Waldo Semon (död 1999), amerikansk uppfinnare.

## Avlidna
- 12 mars – Johann Jakob Balmer (född 1825), schweizisk matematiker och fysiker, sammanfattade alla uppmätta våglängder hos vätets observerade spektrallinjer i en empirisk formel för Balmerserien.
- 15 mars - Henry Bessemer (född 1813), uppfinnare av Bessemerprocessen.
- 14 september - William Seward Burroughs (född 1855), uppfinnare av en räknemaskin.

### Fotnoter
1. ↑  ”Geological Society”. Arkiverad från originalet den 5 juni 2011. https://web.archive.org/web/20110605102217/http://www.geolsoc.org.uk/gsl/society/history/page750.html. Läst 13 april 2011.